# Ботус
Ботус (Bothus) — рід камбалоподібних риб родини Ботові (Bothidae).

## Поширення
Представників роду можна знайти у всіх морях і океанах в тропіках і субтропіках, деякі зустрічаються також у помірних і холодних водах.
Це, в основному, прибережні риби, які живуть виключно на піщаних або мулистих ґрунтах.

## Класифікація
Рід містить 16 видів
- Bothus assimilis (Günther, 1862)
- Bothus constellatus (D. S. Jordan, 1889)
- Bothus ellipticus (Poey, 1860)
- Ботус гвінейський (Bothus guibei) Stauch, 1966
- Bothus leopardinus (Günther, 1862)
- Bothus lunatus (Linnaeus, 1758)
- Bothus maculiferus (Poey, 1860)
- Bothus mancus (Broussonet, 1782)
- Bothus mellissi Norman, 1931
- Bothus myriaster (Temminck & Schlegel, 1846)
- Bothus ocellatus (Agassiz, 1831)
- Bothus pantherinus (Rüppell, 1830)
- Bothus podas (Delaroche, 1809)
- Bothus robinsi Topp & F. H. Hoff, 1972
- Bothus swio Hensley, 1997
- Bothus tricirrhitus Kotthaus, 1977